# Villars-le-Sec
Villars-le-Sec is een gemeente in het Franse departement Territoire de Belfort (regio Bourgogne-Franche-Comté) en telt 133 inwoners (2005).
De gemeente maakt deel uit van het arrondissement Belfort en sinds 22 maart 2015 van het kanton Delle. Daarvoor maakte het deel uit van het kanton Beaucourt, dat op die dag opgeheven werd.

## Geografie
De oppervlakte van Villars-le-Sec bedraagt 3,1 km², de bevolkingsdichtheid is 42,9 inwoners per km². De gemeente grenst in het zuiden aan Zwitserland.
De onderstaande kaart toont de ligging van Villars-le-Sec met de belangrijkste infrastructuur en aangrenzende gemeenten.

## Demografie
Onderstaande figuur toont het verloop van het inwonertal (bron: INSEE-tellingen).